# Joan Francesc Peris García
Joan Francesc Peris García (València, 6 de setembre de 1957) és un polític i professor de secundària valencià.
Coportaveu d'Els Verds del País Valencià des del seu congrés de 2004, ha estat diputat a les Corts Valencianes a la V Legislatura (1999-2003), triat a les llistes del PSPV-PSOE amb el Partit Democràtic de la Nova Esquerra, formació que abandonaria, rebutjant la seua fusió amb el PSPV-PSOE i creant-ne un altre anomenat Esquerra Verda-Iniciativa pel País Valencià, partit que acabaria fusionant-se amb Els Verds del País Valencià el 2004.
Fou regidor a l'ajuntament de Gandia als períodes 1995-1999 (amb Esquerra Unida del País Valencià), fent-se càrrec del departament de Medi Ambient al govern de la socialista Pepa Frau; i 2003-2007 sent tercer Tinent d'Alcalde al govern del també socialista José Manuel Orengo. A les eleccions municipals de 2007 no aconseguí l'acta de regidor.
Com a líder d'Esquerra Verda-Iniciativa del País Valencià, va promoure la coalició electoral amb el Bloc Nacionalista Valencià a les eleccions autonòmiques de 2003, formació que no obtindria representació parlamentària. En canvi, a la convocatòria del 2007, ja com a coportaveu d'Els Verds del País Valencià, participà en les llistes del Compromís pel País Valencià, però arran de la crisi d'aquesta, va prendre posició en favor dels postulats d'EUPV i en contra del BLOC, Iniciativa del Poble Valencià i Els Verds-Esquerra Ecologista del País Valencià.
En març de 2007 publicà el llibre "El País Valencià serà d'esquerres (i verd) o no serà", publicat per l'Editorial 3i4.
Joan Francesc Peris és professor de Geografia i Història de Secundària. Ha estat Director de l'Institut de Formació Professional Alto Palancia de Sogorb i Secretari d'Organització de la Federació d'Ensenyament de CCOO-PV, fundador de la Coordinadora Cívica del País Valencià «A-7 sense peatge».
En desembre de 2016, Onada Edicions li va publicar un primer poemari "Amors de tardor",que ha tingut una bona acollida entre els amants de la poesia, arribant a tres edicions.
En novembre de 2018, després de l'èxit del primer poemari, Onada Edicions publica un segon poemari de Joan Francesc Peris, "Sempre és temps d'estimar". Enric Sanç, escriu a l'epíleg del llibre, "Peris, amb un rerefons estellesià canta amb aparent senzillesa i musicalitat els seus versos, entre anhels i desitjos, mostrant-nos el que hi ha dins d'ell, sense complexos ni amagatalls artificiosos".